# Chliaria pahanga
Chliaria pahanga är en fjärilsart som beskrevs av Corbet 1938. Chliaria pahanga ingår i släktet Chliaria och familjen juvelvingar. Inga underarter finns listade i Catalogue of Life.